# Лакербая, Тенгиз Игоревич
Тенгиз Игоревич Лакербая или — Лакербай (абх. Ҭенгиз Лакербаиа; род. 16 марта 1966 Сухум Абхазская ССР) — член Правительства Республики Абхазия — Председатель Государственного комитета Республики Абхазия по курортам и туризму.

## Биография
Родился 16 марта 1966 года в Сухуме.
8 мая 2003 года указом президента Абхазии назначен на должность министра юстиции Республики Абхазия.
Назначен Председателем Государственного комитета по курортам и туризму Республики Абхазия. 26 февраля 2010 года при формировании нового правительства, был утвержден в прежней должности. 14 октября 2011 года указом новоизбранного президента утверждён в своей должности.